# Rose Bampton
Rose Elizabeth Bampton (ur. 28 listopada 1909 w Cleveland, zm. 21 sierpnia 2007 w Bryn Mawr w stanie Pensylwania) – amerykańska śpiewaczka operowa, sopran.

## Życiorys
Studiowała w Curtis Institute of Music w Filadelfii oraz na Drake University w Des Moines. Zadebiutowała w 1929 roku mezzosopranową rolą Siebla w Fauście Charles’a Gounoda. W latach 1929–1932 występowała w Philadelphia Opera. W 1932 roku debiutowała na deskach Metropolitan Opera w Nowym Jorku jako Laura w Giocondzie Amilcare Ponchiellego. Od 1936 roku występowała jako sopran, wykonując m.in. partie z oper Richarda Wagnera oraz Donny Anny w Don Giovannim W.A. Mozarta i Leonory w Trubadurze Giuseppe Verdiego. Śpiewała w Teatro Colón w Buenos Aires (1942–1947) i Covent Garden Theatre w Londynie (1937). Dokonała amerykańskiego prawykonania Gurrelieder Arnolda Schönberga pod batutą Leopolda Stokowskiego (1932). Wykładała w Manhattan School of Music (1962–1982) i Juilliard School (od 1974). Dokonała licznych nagrań płytowych wraz z Arturo Toscaninim.